# Iveco Daily
Iveco Daily er en serie af varebiler og minibusser fra Iveco bygget siden 1978. Den findes i 6 generationer i udførelser fra 3,5 til 7,2 tons. Den har sit ophav i varebiler fra det italienske Officine Meccaniche (OM).

## Daily I
Daily I var første generation af Daily, bygget fra 1978 til 1990.

## Daily II
Daily II var anden generation af Daily. Den havde en modificeret førerkabine og forbedringer på motoren 8140 med 2,5 liters slagvolume.

### Facelift
I 1996 kom en faceliftet model med ændringer i udseendet. 8140-motoren fik 2,8 liters slagvolume og ydede nu 76 kW (103 hk).

### Motor 8140
Motoren 8140 kom fra Sofim og var kendt fra Sevel-samarbejdet (Fiat Ducato, Peugeot Boxer og Citroën Jumper) og Renault Master og Trafic samt Opel Movano og Nissan Interstar. Motoren har tandrem, bortset fra varianterne med firehjulstræk, som har taktkæde som også driver indsprøjtningspumpen.

### Firehjulstræk
I 1989 kom modellen med firehjulstræk. Udover den normale 5-trins gearkasse var modellen udstyret med fordelergearkasse med en gearstang med positionerne 2N (baghjulstræk), 4N (firehjulstræk med høj gearing), F (fri) og 4R (firehjulstræk med lav gearing). Med firehjulstræk og lav gearing kunne Daily forcere en bakke med en stigning på 100%[kilde mangler].

## Daily III
Tredje generation af Daily kom i 2000.

### Motor S2000
Oprindeligt fandtes modellen med tre motoralternativer, alle af type 8140 på 2,8 liter. En variant var en sugediesel med 66 kW (90 hk), som dog sjældent blev solgt. En anden havde turbolader, intercooler og 78 kW (106 hk). Den sidste variant ydede 92 kW (125 hk) og havde commonrail-indsprøjtning. Kort tid efter fik den største motor turbolader med variabel geometri og en ydelse på 107 kW (146 hk).
I 2003 kom F1A-motoren med 2,3 liters slagvolume og andengenerations commonrail-indsprøjtning, i udgaverr med 74 kW (101 hk) og 88 kW (120 hk), og i 2004 kom den nye F1C-motor på 3,0 liter, baseret på F1A med taktkæde og 100 kW (136 hk) eller 122 kW (166 hk). På dette tidspunkt blev den gamle 8140-motor fuldstændig erstattet.

### Kraftoverføring
Motorerne op til 88 kW (120 hk) havde femtrins gearkasse, mens de kraftigere motorer også kunne fås med en sekstrins gearkasse. Modellen kunne også fås med elektronisk/hydraulisk styret manuel gearkasse, kaldet AGile.

## Daily IV
Den nye Daily IV kom i midten af 2006. Modellen var designet af den kendte italienske designer Giorgetto Giugiaro, og både ud- og indvendigt fik bilen nyt udseende. 2,3-litersmotoren fik turbolader med variabel geometri, men denne blev mest brugt til at holde udslippene nede, og effekten forblev uforandret. 3-litersmotoren fik derimod en effektforøgelse på 10 hk, og kunne leveres med ydelse fra 146 til 176 hk.

### Firehjulstræk
For første gang siden 2000 kom Daily med firehjulstræk i 2007. Denne udgave er bygget i samarbejde med det italienske firma SCAM, og findes med enkelt- og dobbeltkabine med akselafstand på 3.050 eller 3.400 mm og totalvægt på 3.500 eller 5.500 kg.